# BMW Sauber F1.09
El BMW Sauber F1.09 fue monoplaza de Fórmula 1, diseñado y construido por BMW para la Temporada 2009. El coche, el último que diseñaría el equipo alemán en la máxima categoría del automovilismo, fue presentado el 20 de enero en el Circuito de Cheste, en Valencia, y los pilotos que lo conducen son el alemán Nick Heidfeld y el polaco Robert Kubica, siendo el piloto probador y reserva el austríaco Christian Klien.

## Historia
El F1.09 no pudo conseguir ningún punto en su primera carrera en Australia debido a un accidente de Robert Kubica cuando estaba en disposición de luchar por la victoria. Sin embargo, en Malasia, Nick Heidfeld estrena el casillero de puntos con un podio bajo la lluvia. A pesar de eso, el F1.09 demuestra no poder igualar las buenas prestaciones del F1.08 en las siguientes carreras, donde apenas logra puntuar. Sin embargo, a partir del Gran Premio de Europa, BMW consigue mejorar las prestaciones de sus monoplazas. En Spa, el equipo logra su mejor resultado del año, con Robert Kubica finalizando en el cuarto puesto y Nick Heidfeld en el quinto. Kubica consiguió el segundo podio del año en Interlagos. Al final, BMW logró acabar 6º en el mundial en su despedida de F1.

## Resultados

### Fórmula 1
(Clave) (negrita indica pole position) (cursiva indica vuelta rápida)

| Año  | Motor    | Neu. | N.º | Pilotos       | 1   | 2   | 3   | 4   | 5   | 6   | 7   | 8   | 9   | 10  | 11  | 12  | 13  | 14  | 15  | 16  | 17  | Puntos | Pos. |
| ---- | -------- | ---- | --- | ------------- | --- | --- | --- | --- | --- | --- | --- | --- | --- | --- | --- | --- | --- | --- | --- | --- | --- | ------ | ---- |
| 2009 | P86/9 V8 | B    |     |               | AUS | MYS | CHN | BHR | ESP | MON | TUR | GBR | GER | HUN | EUR | BEL | ITA | SIN | JPN | BRA | ABU | 36     | 6.º  |
| 2009 | P86/9 V8 | B    | 5   | Robert Kubica | 14† | Ret | 13  | 18  | 11  | Ret | 7   | 13  | 14  | 13  | 8   | 4   | Ret | 8   | 9   | 2   | 10  | 36     | 6.º  |
| 2009 | P86/9 V8 | B    | 6   | Nick Heidfeld | 10  | 2~  | 12  | 19  | 7   | 11  | 11  | 15  | 10  | 11  | 11  | 5   | 7   | Ret | 6   | Ret | 5   | 36     | 6.º  |